# Pyongyang
Pyongyang ou Pionguiangue (em coreano chosŏn'gŭl: 평양; em coreano hanja: 平壤; translit.: P’yŏngyang — com várias variantes —, pronunciado: [pʰjʌŋjaŋ], literalmente "terra plana" ou "terra pacífica") é a capital e maior cidade da República Popular Democrática da Coreia, mais conhecida como Coreia do Norte. Situada nas margens do rio Taedong, tem cerca de 3,3 milhões de habitantes e é o principal centro industrial do país.
Pyongyang foi destruída durante a Guerra da Coreia e foi totalmente reconstruída de acordo com um planejamento  que reflete a visão de Kim Il-sung. Seu sonho teria criado uma capital que estimularia a moral da população nos anos pós-guerra. O resultado foi uma cidade com amplos bulevares arborizados e edifícios públicos com paisagismo, mosaicos e tetos decorados. Sua arquitetura de estilo soviético faz uma reminiscência de uma cidade da Sibéria durante a queda de neve do inverno, embora os edifícios com arquitetura coreana tradicional atenuem essa percepção. No verão, é notável por seus rios, salgueiros, flores e parques.
As ruas são colocadas em uma grade norte-sul, leste-oeste, dando à cidade uma aparência ordenada. Os planejadores norte-coreanos aplicaram a experiência sueca de bairros urbanos autossuficientes em todo o país e Pyongyang não é exceção. Seus habitantes são divididos em unidades administrativas de 5 000 a 6 000 pessoas (dong). Muitos moradores ocupam prédios de apartamentos de grande altura. Uma das prioridades de Kim Il-sung ao projetar Pyongyang era limitar a população. As autoridades do país mantêm um regime restritivo de movimento para a capital, tornando-a uma cidade atípica da Ásia Oriental, pois é silenciosa, sem aglomeração e espaçosa.

## História
De acordo com lendas, Pyongyang foi fundada em 1122 a.C. no local da capital da dinastia Dangun. É provável que a região de Pyongyang pertencesse a Wiman Joseon, a parte mais curta do Período Gojoseon, o que caiu na Guerra Wiman Joseon-Han em 108 a.C. O imperador Wu da dinastia Han ordenou a criação de quatro comandas, com a Comanda de Lelang no centro e como sua capital. Vários achados arqueológicos do período posterior, Han Oriental (20-220) na região de Pyongyang parecem sugerir que as forças Han mais tarde lançaram breves incursões em torno da área.

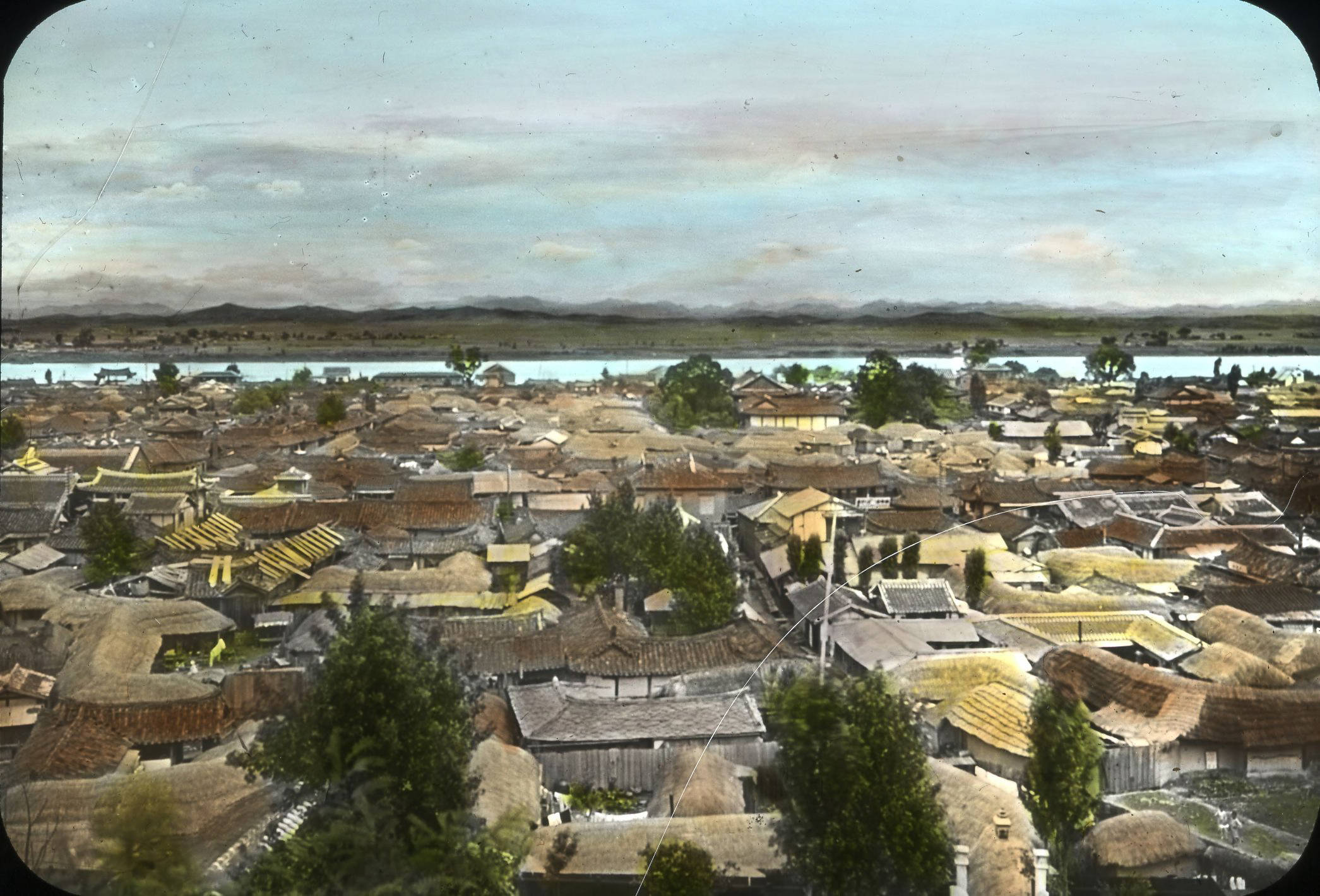
Pyongyang no início do século XX.

Durante as invasões japonesas da Coreia (1592-98), Pyongyang foi capturada pelos japoneses até que eles fossem derrotados no Cerco de Pyongyang. Mais tarde, no século XVII, foi ocupada temporariamente durante a segunda invasão da Coreia pela dinastia Qing até os acordos de paz entre a Coreia e os manchus. Apesar das invasões terem tornado os coreanos desconfiados com estrangeiros, a influência do cristianismo começou a crescer depois que o país se abriu ao mundo no século XVI. Pyongyang tornou-se a base da expansão cristã na Coreia e, em 1880, tinha mais de 100 igrejas e mais missionários protestantes do que qualquer outra cidade asiática.
Em 1890, a cidade tinha 40 mil habitantes. Foi o local da Batalha de Pyongyang durante a Primeira Guerra Sino-Japonesa, o que levou à destruição e despovoamento de grande parte da cidade. Era a capital provincial da província de Pyeongan do Sul desde 1896. Sob o domínio japonês, a cidade tornou-se um centro industrial, chamado Heijō (平壤 lido como へ い じ ょ う) em japonês. Em 1938, Pyongyang tinha uma população de 235 mil habitantes.

### Após 1945

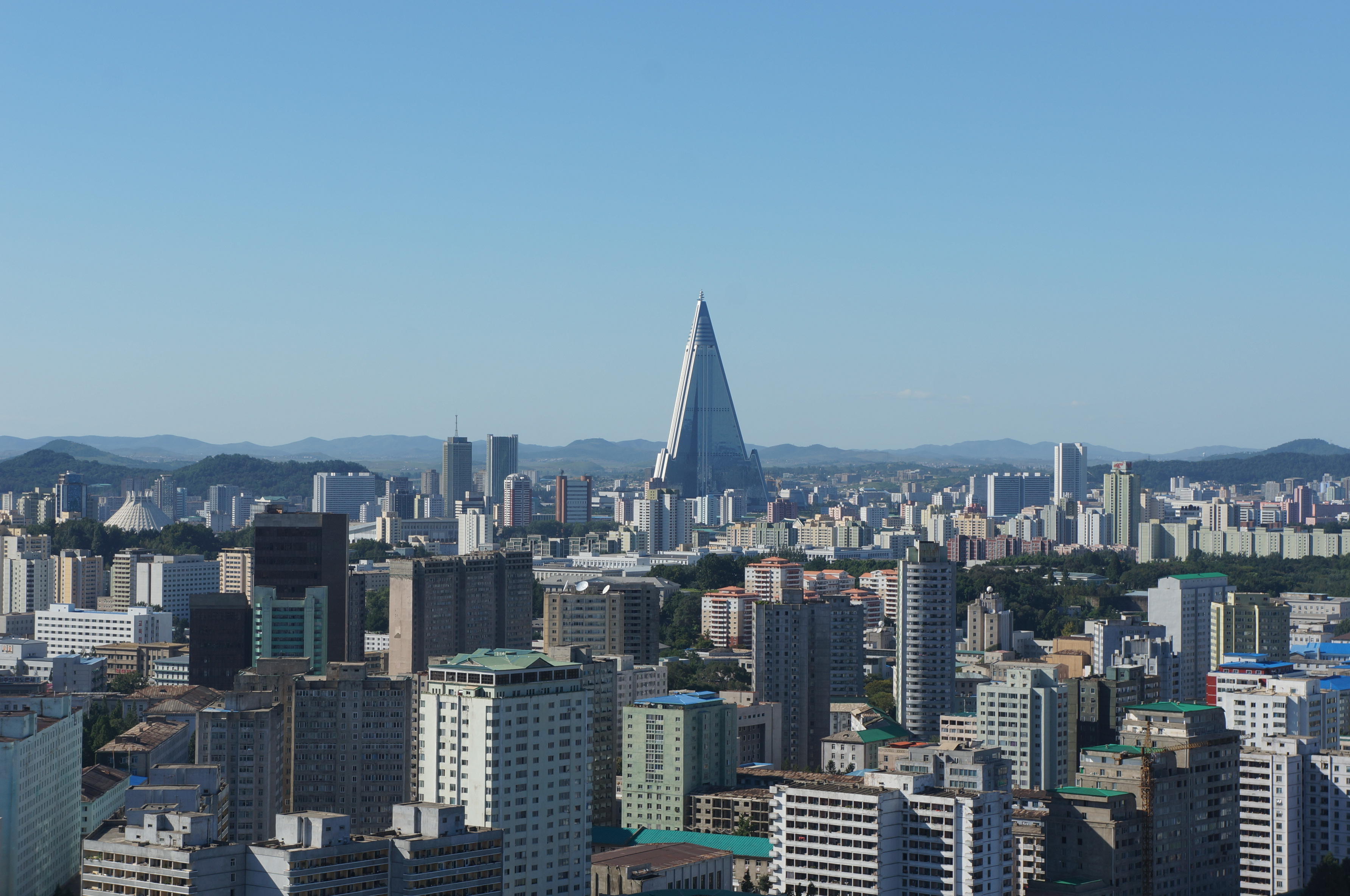
Pyongyang em 2013, com destaque para o Hotel Ryugyong.

Em 25 de agosto de 1945, o Exército Vermelho entrou em Pyongyang e a cidade tornou-se a capital temporária do Comitê Popular Provisório para a Coreia do Norte. Um Comitê Popular já estava estabelecido lá, liderado pelo veterano cristão nacionalista Cho Man-sik. Pyongyang tornou-se a capital de facto da República Popular Democrática da Coreia na sua fundação, em 1948. Naquela época, o governo de Pyongyang pretendia recuperar a capital oficial da Coreia, Seul. No entanto, a cidade foi gravemente destruída na Guerra da Coreia, durante o qual foi ocupada por forças sul-coreanas de 19 de outubro a 6 de dezembro de 1950. Em 1952, foi alvo da maior invasão aérea de toda a guerra, que envolveu 1 400 aeronaves das Nações Unidas.
Após a guerra, a cidade foi rapidamente reconstruída com ajuda da União Soviética, com muitos edifícios construídos ao estilo do classicismo socialista. Os planos para a cidade moderna de Pyongyang foram exibidos pela primeira vez ao público em um teatro. Em 27 de julho de 1953 - o dia em que o armistício entre a Coreia do Norte e a Coreia do Sul foi assinado - o The Pyongyang Review escreveu: "Enquanto as ruas estavam em chamas, uma exibição mostrando o plano geral de restauração de Pyongyang foi realizada no Teatro Moranbong", um abrigo aéreo do governo sob o Monte Moran. "No caminho da vitória ... os fogos de artifício que atravessaram o céu noturno da capital em uma saudação de armas iluminaram brevemente o plano de construção da cidade que se elevaria logo com um novo visual".

## Geografia

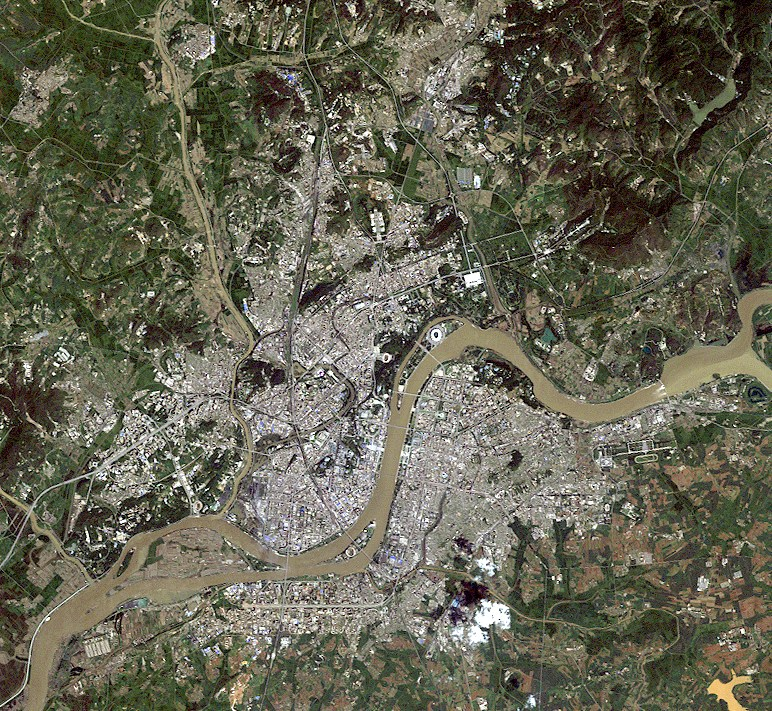
Imagem de satélite de Pyongyang.

Pyongyang está na parte centro-oeste da Coreia do Norte, encontra-se em uma planície aproximadamente 50 quilômetros (31 milhas) ao leste do golfo da Coreia, ao lado do Mar Amarelo. O rio Taedong atravessa a cidade em direção ao golfo. A planície de Pyongyang, onde a cidade está localizada, é uma das duas grandes planícies na costa ocidental da península coreana, a outra é a planície a de Chaeryong. Ambas têm uma área de aproximadamente 500 quilômetros quadrados.
A cidade tem um clima continental húmido (segundo a classificação climática de Köppen, Dwa). Os invernos são rigorosos, principalmente quando ventos gelados da Sibéria atingem-na. A temperatura geralmente permanece abaixo de 0 grau Celsius do mês de Novembro ao início de Março. O inverno é, geralmente, muito mais seco do que o verão, nevando por cerca de 37 dias. A transição do inverno frio e seco para o verão quente e úmido ocorre rapidamente entre abril e o início de maio, e o processo inverso — de verão para o inverno, no final de outubro e início de novembro.
Os verões são muito quentes e úmidos, com a monção do Leste Asiático ocorrendo de junho até agosto, tornando estes os meses mais quentes, com temperaturas variando entre 20-31 graus Celsius ou mais.

## Política

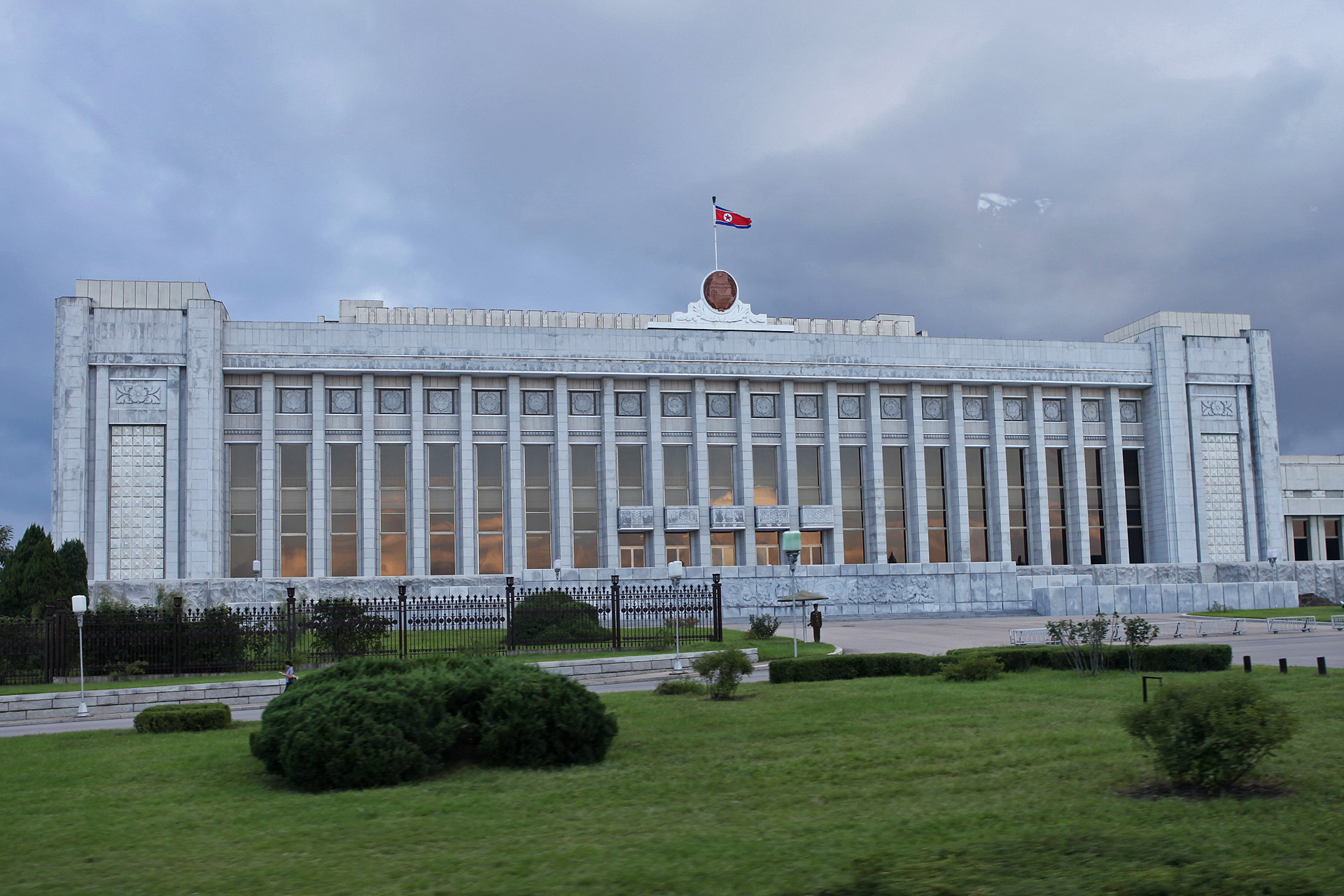
Sede da Assembleia Popular Suprema.

O governo do país e outros escritórios públicos estão localizados em Pyongyang, que é constitucionalmente designada como a capital norte-coreana. A sede do Comitê Central do Partido dos Trabalhadores da Coreia está localizada em Haenbangsan-dong, Chung-guyok, onde também está localizado o Comitê Popular de Pyongyang. O Gabinete da Coreia do Norte está localizado em Jongro-dong, Chung-guyok.
Pyongyang é também a sede de todas as principais instituições de segurança norte-coreanas. A maior delas, o Ministério da Segurança do Povo, tem 130 mil funcionários trabalhando em 12 agências. Estes supervisionam atividades tão diversas como serviços policiais, segurança de funcionários do partido, documentos classificados, censo, registros civis, construção pública em larga escala, controle de tráfego, segurança contra fogo, defesa civil, saúde pública e costumes. Outra estrutura importante na cidade é o Departamento de Segurança do Estado, cujos 30 000 funcionários gerem inteligência, sistemas de prisões políticas, segurança industrial militar e gerenciamento de entrada e saída.

### Cidades irmãs
- Catmandu, Nepal[19]
- Moscovo, Rússia[20]
- Jacarta, Indonésia

### Divisões administrativas
Pyongyang está dividida em 19 regiões administrativas, denominadas ku-or guyŏk.
- Chung-guyŏk (중구역; 中區域)
- P'yŏngch'ŏn-guyŏk (평천구역; 平川區域)
- Pot'onggang-guyŏk (보통강구역; 普通江區域)
- Moranbong-guyŏk (모란봉구역; 牡丹峰區域)
- Sŏsŏng-guyŏk (서성구역; 西城區域)
- Sŏn'gyo-guyŏk (선교구역; 船橋區域)
- Tongdaewŏn-guyŏk (동대원구역; 東大院區域)
- Taedonggang-guyŏk (대동강구역; 大同江區域)
- Sadong-guyŏk (사동구역; 寺洞區域)
- Taesŏng-guyŏk (대성구역; 大城區域)
- Man'gyŏngdae-guyŏk (만경대구역; 萬景台區域)
- Hyŏngjesan-guyŏk (형제산구역; 兄弟山區域)
- Ryongsŏng-guyŏk (룡성구역; 龍城區域)
- Samsŏk-guyŏk (삼석구역; 三石區域)
- Sŭngho-guyŏk (승호구역; 勝湖區域)
- Ryŏkp'o-guyŏk (력포구역; 力浦區域)
- Rakrang-guyŏk (락랑구역; 樂浪區域)
- Sunan-guyŏk (순안구역; 順安區域)
- Ŭnjŏng-guyŏk (은정구역; 恩情區域)
- Kangnam-gun (강남군; 江南郡)
- Chunghwa-gun (중화군; 中和郡)
- Sangwŏn-gun (상원군; 祥原郡)
- Kangdong-gun (강동군; 江東郡)

## Economia

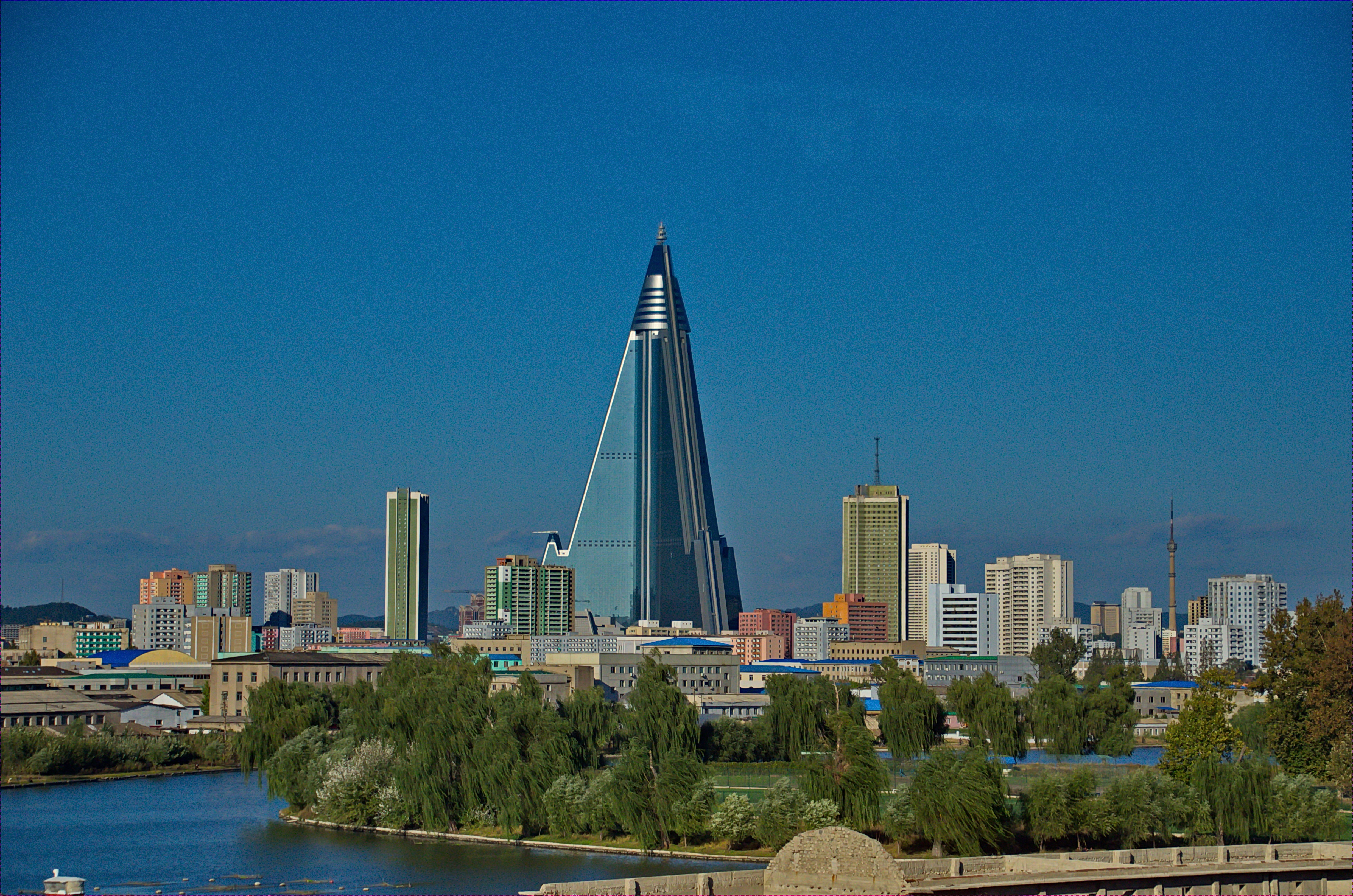
Hotel Ryugyong e condomínios.

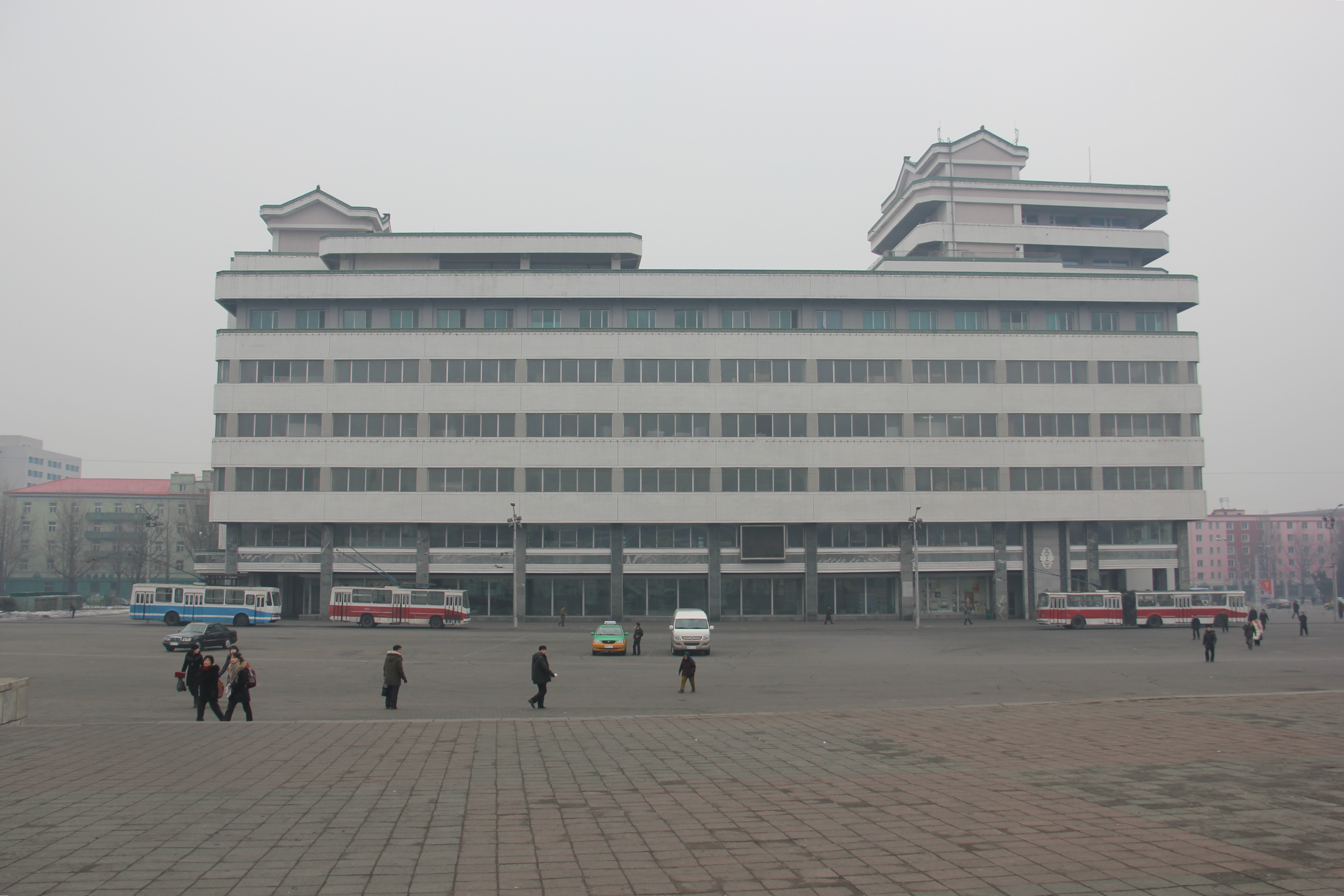
Loja de Departamento N.º de Pyongyang.

Pyongyang é o centro industrial da Coreia do Norte. Graças à abundância de recursos naturais como carvão, ferro e pedra calcária, bem como bons sistemas de transporte terrestre e aquático, foi a primeira cidade industrial a emergir na Coreia do Norte após a Guerra da Coreia. As indústrias leves e pesadas estão presentes e se desenvolveram em paralelo. A fabricação pesada inclui cimento, cerâmicas industriais, munições e armas, mas a engenharia mecânica continua sendo a indústria central. As indústrias ligeiras em Pyongyang e suas vizinhanças incluem têxteis, calçados e alimentos, entre outros. É dada especial ênfase à produção e fornecimento de produtos frescos e culturas subsidiárias em fazendas nos arredores da cidade. Outras culturas incluem arroz, milho e soja. Pyongyang visa alcançar a autossuficiência na produção de carne. As instalações de alta densidade criam porcos, frangos e outros animais.
A cidade ainda enfrenta escassez frequente de eletricidade. Para resolver este problema, duas centrais elétricas - as Usinas Huichon 1 e 2 - foram construídas na província de Chagang e fornecem a cidade através de linhas de transmissão direta. Uma segunda fase do projeto de expansão de energia foi lançada em janeiro de 2013, consistindo de uma série de pequenas barragens ao longo do rio Chongchon. As duas primeiras centrais elétricas têm uma capacidade de geração máxima de 300 megawatts (MW), enquanto as 10 barragens a serem construídas em segunda fase deverão gerar cerca de 120 MW. Além disso, a cidade possui várias centrais térmicas existentes ou planejadas. Estas incluem a Pyongyang TPS, com uma capacidade de 500 MW, East Pyongyang TPS, com uma capacidade de 50 MW, e a Kangdong TPS, que está em construção.

### Turismo

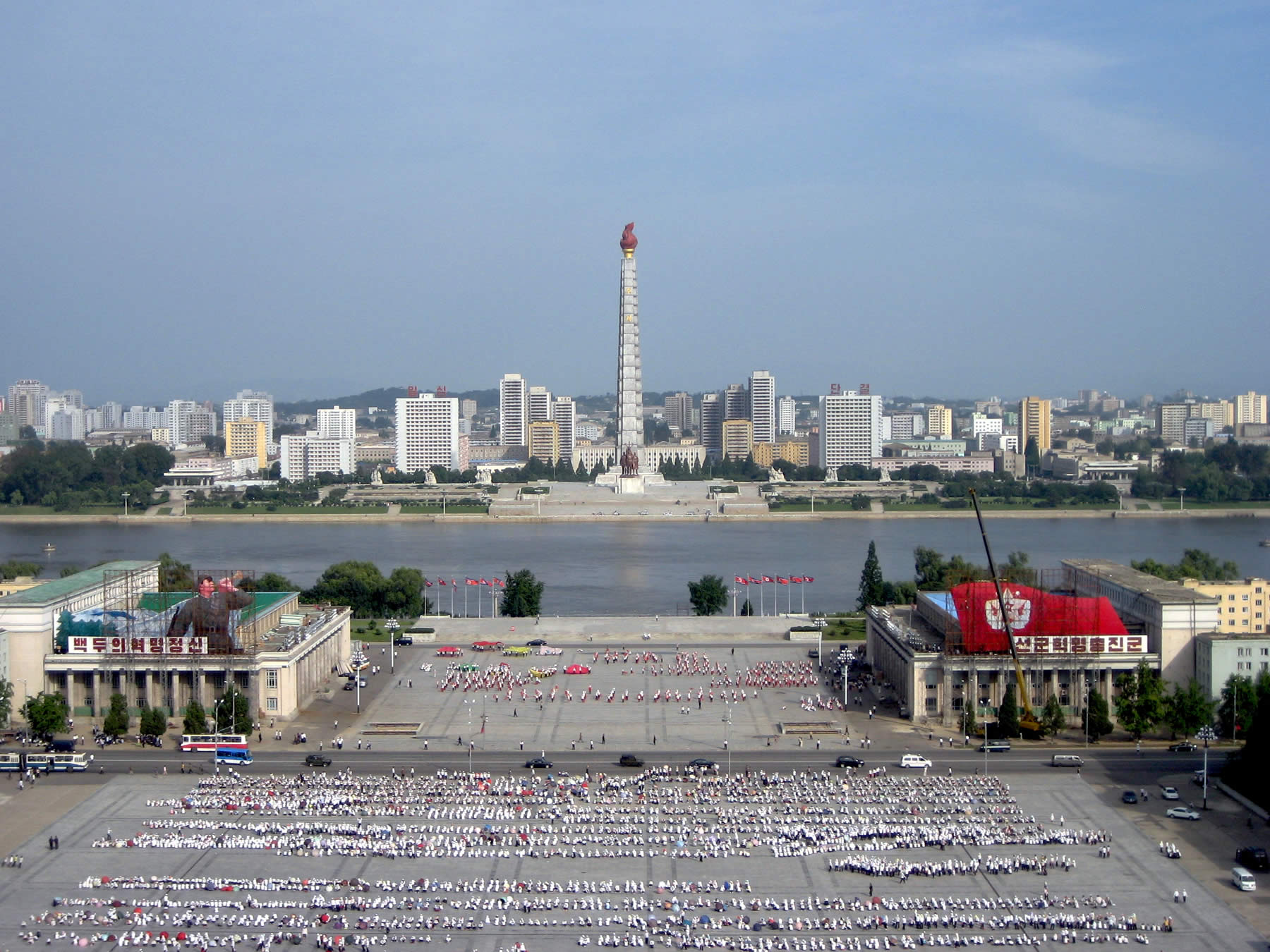
Praça Kim Il Sung com a Torre Juche ao fundo.

A capital foi completamente redesenhada desde a Guerra da Coreia (1950-1953), projetada com largas avenidas, imponentes monumentos e edifícios. A mais alta estrutura da cidade é o arranha-céu Ryugyŏng Hotel, o 49.º arranha-céu mais alto do mundo, com 330 metros de altura. O hotel dispõe de 105 andares, numa área de 361 000 m² (3 885 772 m²), e foi planejado para ser complementado por sete restaurantes giratórios. Entretanto até hoje nunca foi verdadeiramente inaugurado, passando por atrasos e sem previsão de conclusão.
Alguns notáveis monumentos da cidade incluem o Palácio do Sol de Kumsusan, o Arco do Triunfo, a Torre Juche, uma estrutura de 170 metros de altura, erguida para comemorar o 70º aniversário de Kim Il-Sung e o Estádio Primeiro de Maio Rungrado, considerado o maior estádio do mundo. Outras atrações na capital norte-coreana incluem o Zoológico Central e as grandes estátuas de bronze em homenagem aos dois líderes comunistas da Coreia do Norte (Grande Monumento da Colina Mansu).

## Infraestrutura

### Transportes

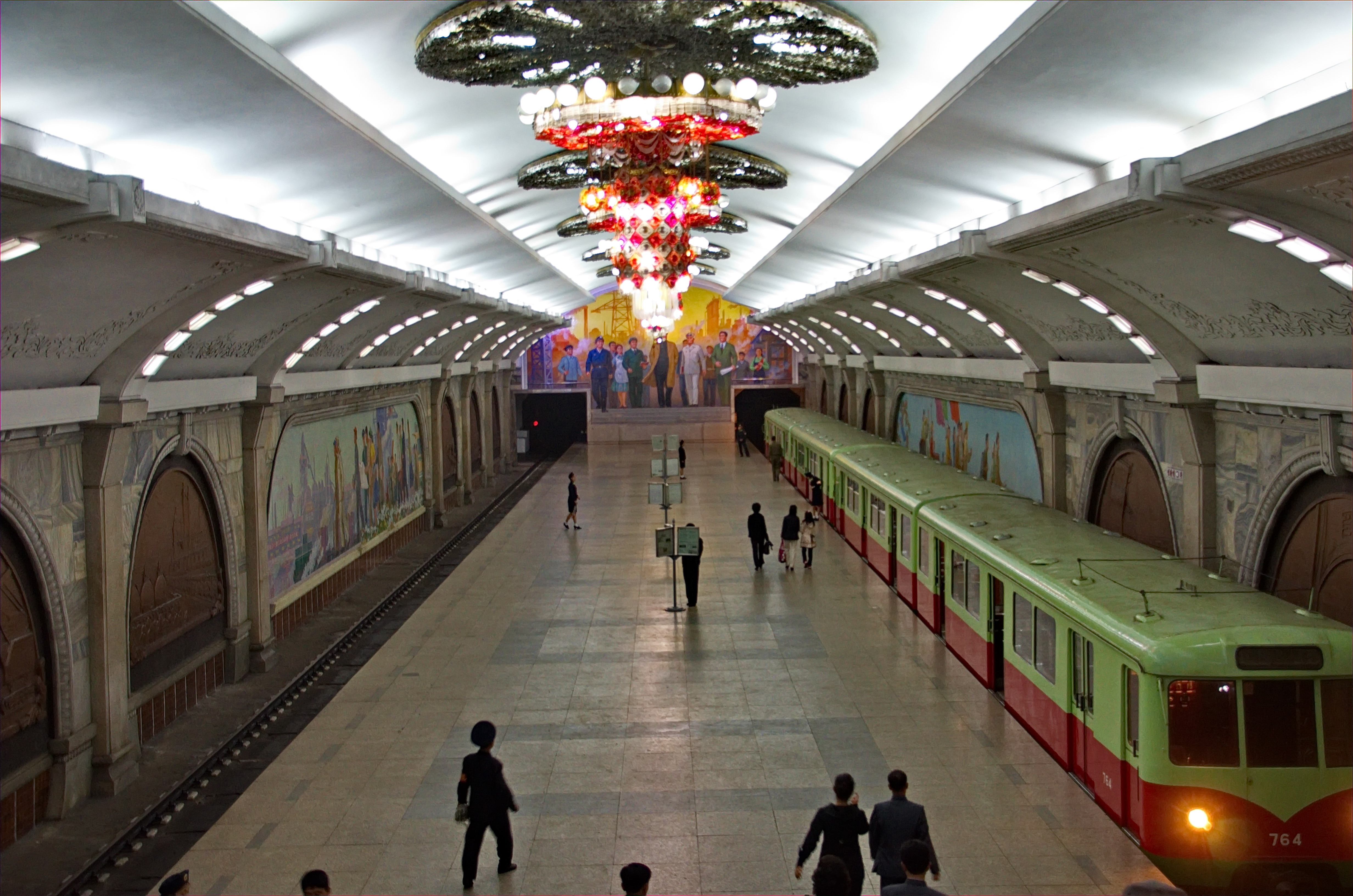
Metrô de Pyongyang.

Pyongyang também é o principal centro de transporte do país: possui uma rede de estradas, ferrovias e rotas aéreas que o vinculam a destinos estrangeiros e domésticos. É o ponto de partida das rodovias inter-regionais atingindo Nampo, Wonsan e Kaesong. A estação ferroviária de Pyongyang serve as principais linhas ferroviárias, incluindo a linha Pyongui e a linha Pyongbu. Serviços ferroviários internacionais regulares para Pequim, cidade fronteiriça chinesa de Dandong e Moscou, na Rússia, também estão disponíveis.
Uma viagem ferroviária a Pequim leva cerca de 25 horas e 25 minutos (K27 de Pequim/K28 de Pyongyang, às segundas, quartas, quintas e sábados); uma viagem a Dandong leva cerca de 6 horas (diariamente); uma viagem a Moscou leva seis dias. A cidade também se conecta à Estrada de Ferro Transiberiana. Uma ligação ferroviária de alta velocidade para Wonsan está prevista.

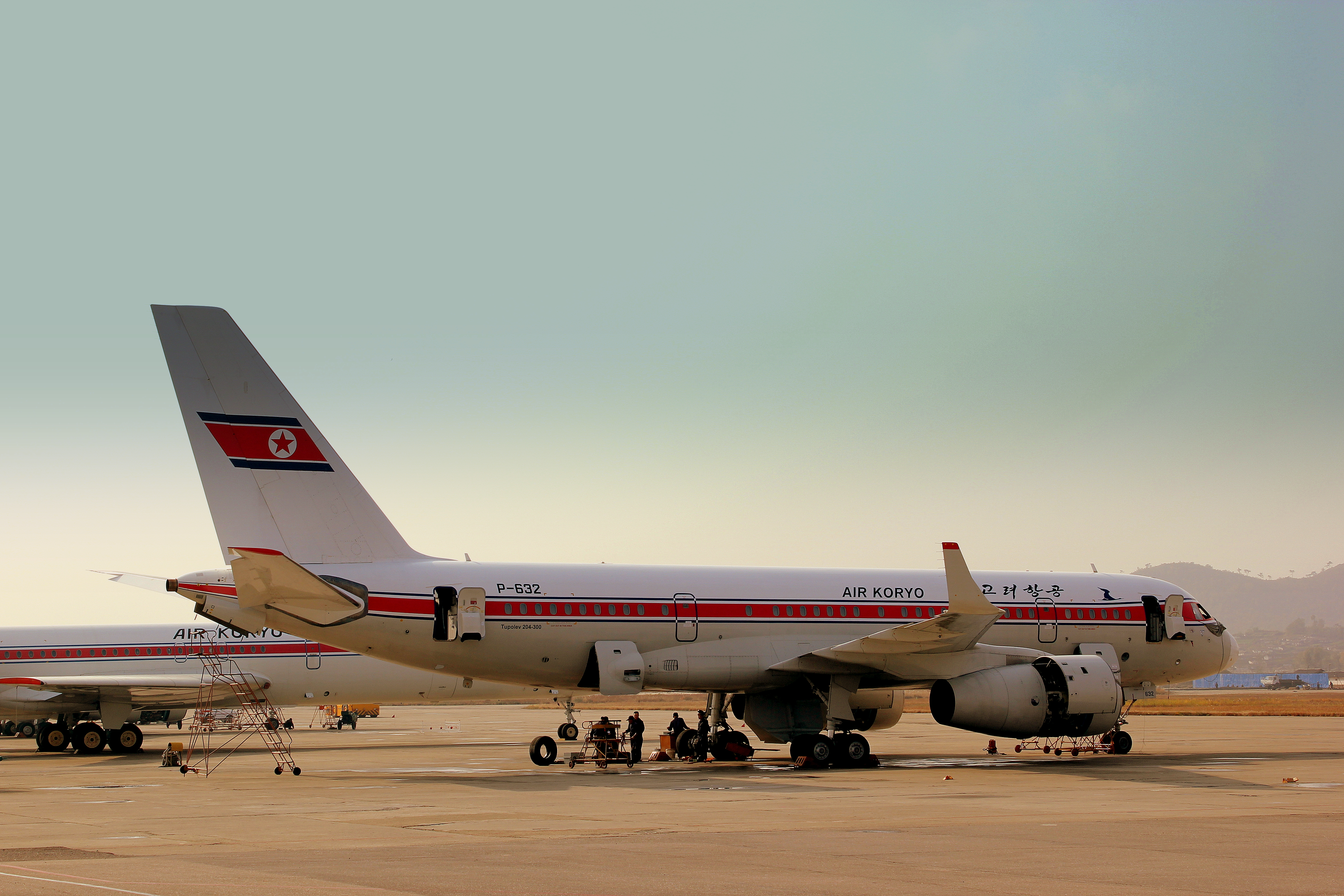
Tupolev Tu-204 da Air Koryo no Aeroporto Internacional de Sunan.

Os sistemas de metrô, trens elétricos e tróleibus são utilizados principalmente pelos passageiros como principal meio de transporte urbano. Ciclovias foram introduzidas em vias principais em julho de 2015. Há relativamente poucos carros na cidade. Os carros são um símbolo de status no país devido à sua escassez como resultado de restrições de importação por causa de sanções internacionais e regulamentos domésticos. Algumas estradas também estão em mau estado.
A Air Koryo, de propriedade estatal, faz voos internacionais do Aeroporto Internacional de Sunan para Pequim (PEK), Shenyang (SHE), Vladivostok (VVO), Xangai (PVG) e Dandong. Os únicos destinos domésticos são Hamhung, Wonsan, Chongjin, Hyesan e Samjiyon. Desde 31 de março de 2008, a Air China lançou um serviço regular entre Pequim e Pyongyang, embora os voos da empresa sejam geralmente cancelados devido à falta de passageiros.

### Educação

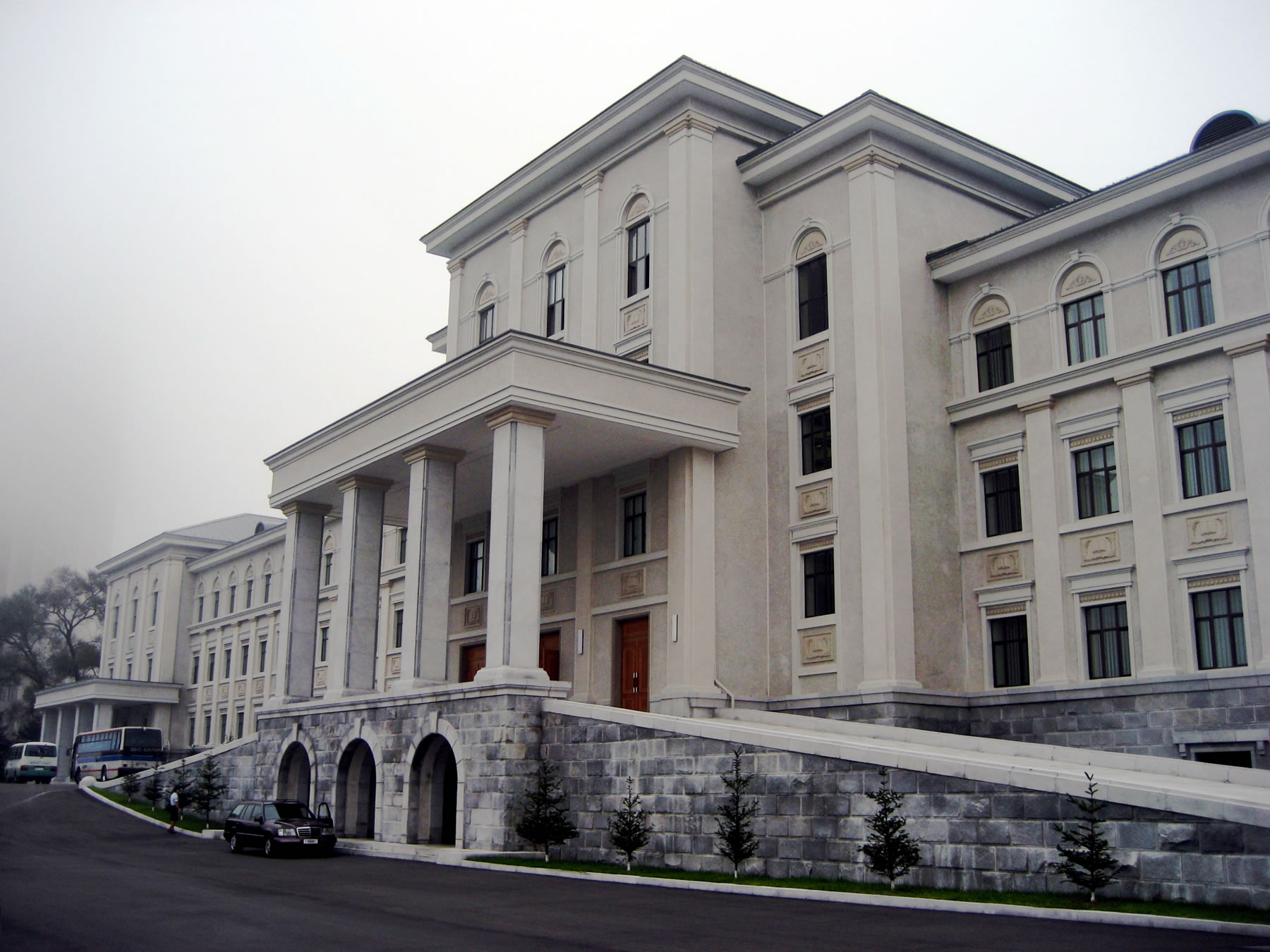
Universidade Kim Il-sung.

A Universidade Kim Il-sung, a universidade mais antiga da Coreia do Norte, foi criada em 1946. Possui sete colégios, 14 faculdades e outros 16 institutos, escolas de pós-graduação e unidades universitárias. Estes incluem a unidade de educação médica primária e treinamento de pessoal de saúde, a faculdade de medicina; uma faculdade de física que abrange uma série de estudos, incluindo física teórica, ciência óptica, geofísica e astrofísica; um instituto de energia atômica e um escritório de pesquisa de evolução humana que estuda a estuda através do ponto de vista Juche. A Universidade Kim Il-Sung também tem sua própria editora, clube esportivo (Time Esportivo Ryongnamsan),  museu revolucionário, museu da natureza, bibliotecas, academia, piscina coberta e casas de apartamentos educadoras. Seus dois edifícios principais foram concluídos em 1965 (Edifício 1) e 1972 (Edifício 2). Um terceiro edifício no campus está planejado.
Outros estabelecimentos de ensino superior incluem Universidade de Tecnologia Kim Chaek, Universidade de Música e Dança de Pyongyang e Universidade de Estudos Estrangeiros de Pyongyang. A Universidade de Ciência e Tecnologia de Pyongyang é a primeira universidade privada do país. Nesta universidade quase todos os professores são ocidentais e o ensino inglês. O objetivo expresso é contribuir para a "informatização de recursos educacionais" através da centralização de materiais didáticos, literatura compulsória e dados experimentais para uso estadual em formato digital.
Sosong-guyok hospeda um ciclotron de 20 MeV chamado MGC-20. O projeto inicial foi aprovado pela Agência Internacional de Energia Atômica (IAEA) em 1983 e financiado pela AIEA, Estados Unidos e o governo da Coreia do Norte. O ciclotron foi comprado da União Soviética em 1985 e construído entre 1987 e 1990. É utilizado para treinamento de estudantes, produção de isótopos médicos para medicina nuclear e estudos em biologia, química e física.